# الأرملة المرحة (فلم)
الأرملة المرحة (بالإنجليزية: The Merry Widow) هو فيلم كوميدي تم إنتاجه في الولايات المتحدة وصدر في سنة 1934.

## الميزانية والإيرادات
بلغت تكلفة إنتاج الفيلم حوالي 1,605,000 دولار بينما حقق أرباحا تقدر بـ 861,000 (Domestic earnings), 1,747,000 (Foreign earnings) دولار.

### ترشيحات وجوائز
| السنة | الحدث  | الفئة          | النتيجة  |
| ----- | ------ | -------------- | -------- |
|       | أوسكار | أفضل إنتاج فني | فـــــوز |

## وصلات خارجية
- مقالات تستعمل روابط فنية بلا صلة مع ويكي بيانات